# Санта Марија ла Ноче-Дифеза Кордари (Изернија)
Санта Марија ла Ноче-Дифеза Кордари је насеље у Италији у округу Изернија, региону Молизе.
Према процени из 2011. у насељу је живело 82 становника. Насеље се налази на надморској висини од 725 м.